# Воден басейн
Воден басейн, или водно пространство, е всяка част от земната повърхност, покрита с вода. Като най-голям воден басейн се разглежда Световния океан. Науката, която се занимава с изучаване на водните басейни и водните ресурси, се нарича хидрология.

## Видове
Естествени:
- Океан
- Море
- Езеро
- Река и извор
- Блато и мочурище
- Геотермален извор и гейзер
- Залив, естуар, лагуна и лиман
- Проток

Изкуствени:
- Язовир
- Рибарник
- Канал
- Резервоар